# Quercus dolicholepis
Quercus dolicholepis är en bokväxtart som beskrevs av Aimée Antoinette Camus. Quercus dolicholepis ingår i släktet ekar, och familjen bokväxter. Inga underarter finns listade.